# Caiac canoe la Jocurile Olimpice de vară din 1964

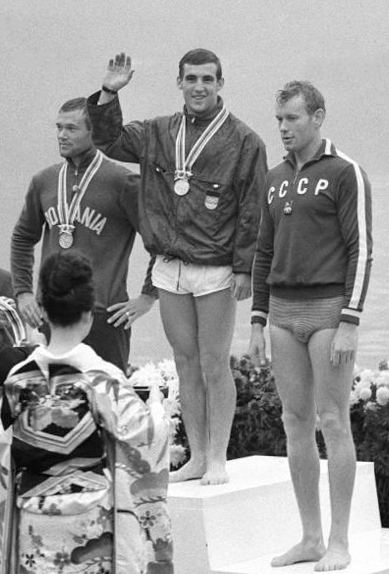
Andrei Igorov (la stânga) a câștigat medalia de argint la C-1 1000 m

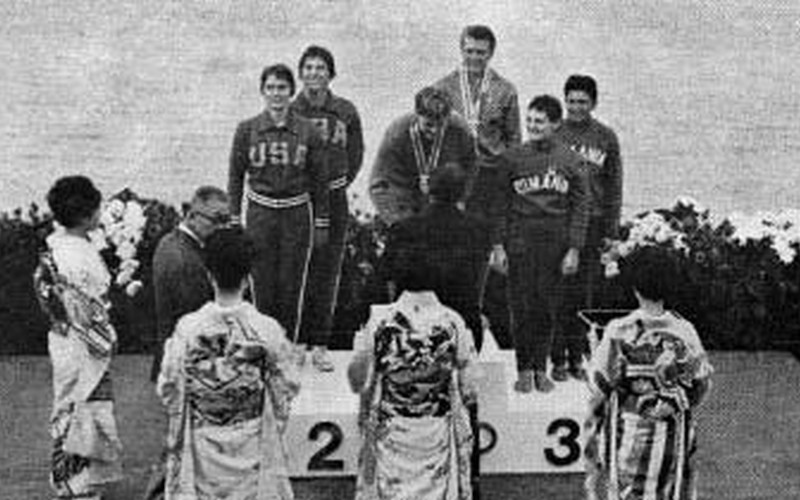
Hilde Lauer și Cornelia Sideri (la dreapta) au obținut medalia de bronz la K-2 500 m

Probele sportive de caiac-canoe la Jocurile Olimpice de vară din 1964 au avut loc în perioada 20–22 octombrie la Lacul Sagami.

## Rezultate

### Sprint
Masculin
Feminin
| Probă             | Aur                                       | Aur     | Argint                               | Argint  | Bronz                             | Bronz   |
| K-1 500 m detalii | Liudmila Hvedosiuk (URS)                  | 2:12,87 | Hilde Lauer (ROU)                    | 2:15,35 | Marcia Jones (USA)                | 2:15,68 |
| K-2 500 m detalii | Annemarie Zimmermann Roswitha Esser (EUA) | 1:56,95 | Francine Fox Glorianne Perrier (USA) | 1:59,16 | Hilde Lauer Cornelia Sideri (ROU) | 2:00,25 |

## Clasament pe medalii
| Loc   | Țară                         | Aur | Argint | Bronz | Total |
| ----- | ---------------------------- | --- | ------ | ----- | ----- |
| 1     | Uniunea Sovietică            | 3   | –      | 1     | 4     |
| 2     | Echipa Unificată a Germaniei | 2   | 1      | 1     | 4     |
| 3     | Suedia                       | 2   | –      | –     | 2     |
| 4     | România                      | –   | 2      | 3     | 5     |
| 5     | Statele Unite ale Americii   | –   | 1      | 1     | 2     |
| 6     | Franța                       | –   | 1      | –     | 1     |
| 6     | Olanda                       | –   | 1      | –     | 1     |
| 6     | Ungaria                      | –   | 1      | –     | 1     |
| 9     | Danemarca                    | –   | –      | 1     | 1     |
| Total | Total                        | 7   | 7      | 7     | 21    |